# Estado civil (Chile)
El estado civil, como un elemento del sujeto del derecho, es un atributo de la personalidad que en la legislación chilena se encuentra regulada en el Código Civil, y más específicamente en el artículo 304; en efecto, éste indica que se refiere a:

«(...) la calidad de un individuo, en cuanto lo habilita para ejercer ciertos derechos o contraer ciertas obligaciones civiles» (art. 304 Código Civil de Chile).

Algunos juristas indican que dicha definición al parecer es poco clara, mientras que otros aluden a que pareciera ser demasiado amplia y general abarcando potencialmente un sinnúmero de situaciones jurídicas. Sin embargo, al estar contenida en el título XVII del Libro I del citado código, se está considerando a éste atributo de manera restringida; en consecuencia, se mira al individuo con respecto a sus relaciones de familia. Es así que puede indicarse que el estado civil sería: 

«(...) la posición permanente que un individuo ocupa en la sociedad, en orden a sus relaciones de familia, en cuanto le confiere o impone determinados derechos y obligaciones civiles» (Alessandri, Somarriva, Vodanovic, 1998, p. 433).

## Características
- Es un atributo propio de las personas naturales y no de las personas jurídicas, por cuanto estas últimas no tienen relaciones de familia.[4]
- Es uno e indivisible, por lo tanto, solamente se puede tener un estado civil en relación con un mismo hecho, aunque puede superponerse.[5]
- Es imprescriptible.
- Es incomerciable, no así los derechos pecuniarios que pudieren emanar de él según diversa jurisprudencia judicial existente.[6][7]
- Es intransferible.
- No se puede someter a arbitraje.
- Es permanente, es decir subsiste mientras no se adquiera otro estado civil.